# René Brusvang
René Robert Brusvang (23. august 1926 i København – 11. september 1986) var en dansk politiker, der var medlem af Folketinget for Centrum-Demokraterne.
Brusvang, der var uddannet jurist, arbejdede en årrække som konsulent i Udenrigsministeriet. Han var i 1973 med til at stifte Centrum-Demokraterne, som han repræsenterede i Folketinget til sin død i 1986. Brusvang var gruppeformand for Centrum-Demokraterne 1975-80 og 1982-83 og politisk ordfører 1975-79..
Han havde tidligere i en årrække tilhørt Socialdemokratiet og var midlertidigt medlem af Folketinget som stedfortræder for Johannes Herløv Larsen 8. december 1966 – 23. januar 1967 og medlem af kommunalbestyrelsen i Asminderød-Grønholt Kommune (som blev omdøbt til Fredensborg-Humlebæk Kommune i maj 1971) fra 1966 til 1973.
Brusvang døde af hjertestop[kilde mangler] og er bisat på Humlebæk Kirkegård.[kilde mangler]